# Marseille-en-Beauvaisis

Marseille-en-Beauvaisis este o comună în departamentul Oise, Franța. În 1 ianuarie 2022 avea o populație de 1.426 de locuitori.